# Arasijama
Arasijama (嵐山 Vihar Hegy) Japánban, Kiotó nyugati szélén található kerület. Egyben a Kacura folyó mentén lévő hegyre is utal, amely a terület hátterét alkotja. Arasijama egy nemzetileg kijelölt történelmi terület és festői szépségű hely.

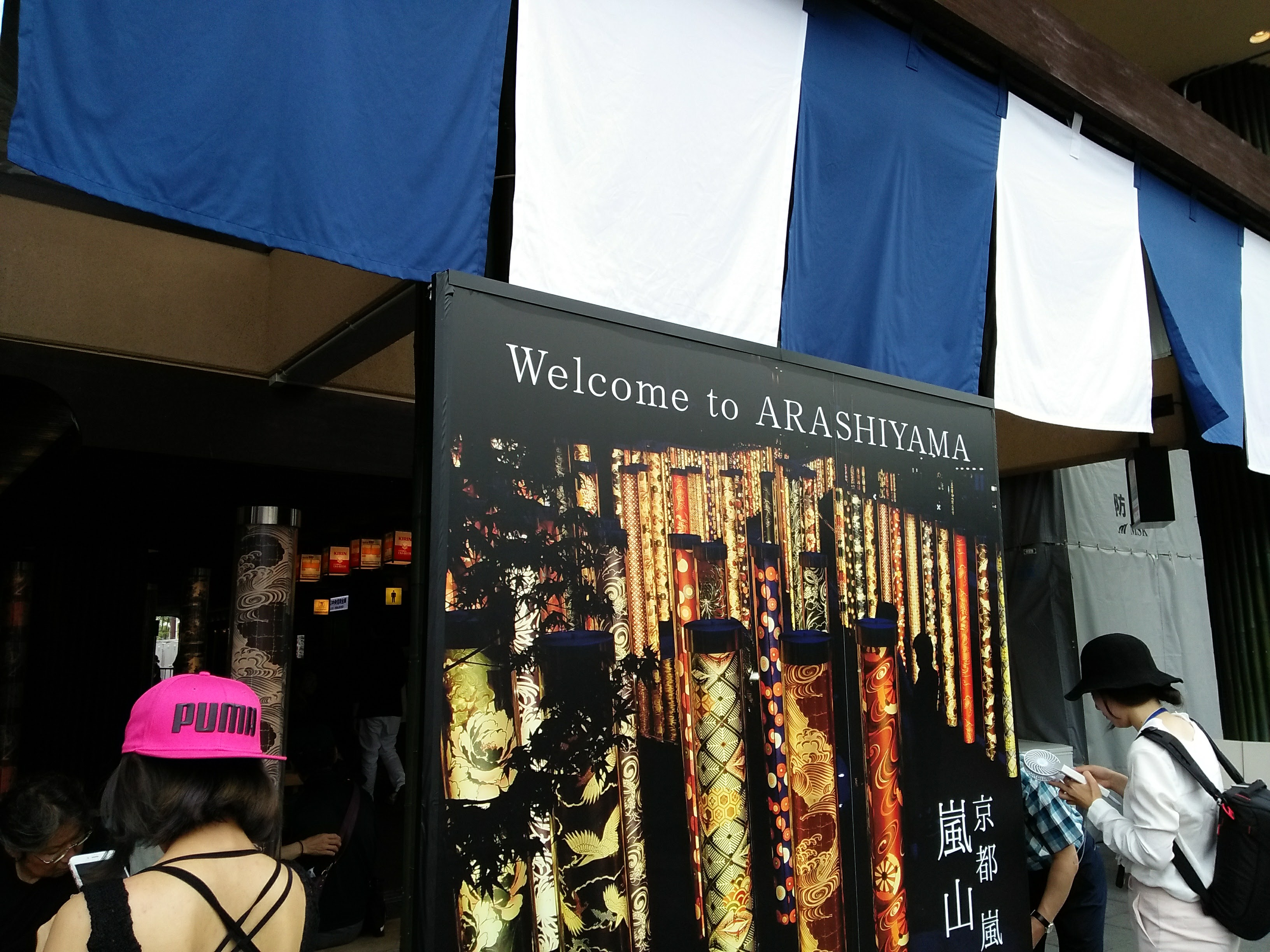

## Megközelítés
Vonattal
A Szagano vonal helyi vonatai Kiotó állomásról indulnak és a város északnyugati részén 3 megállóban állnak meg, ezek közé tartozik Szaga Arasijama, ami tökéletes kiindulópont Arasijama területének felfedezésére. Az expressz járatok nem mindig állnak meg adott állomásokon, így jobb helyi vonattal közlekedni.
A Macuo övezet a Hankju Arasijama vonalon közelíthető meg, ami Kacura Állomásnál elszakad a Hankju Kiotó Fővonaltól.
A Randem villamosvonal végállomása Arasijama állomás, közvetlenül a terület központjában. A fő vonal Shidzso-Omija központjából indul, míg a Kitano ág vonala Hakubaicsoba megy. A napidíj 500¥.
Metróval
Habár a városi metrórendszer nem csatlakozik közvetlenül Arasijamához, a város más részéről érkező utazók használhatják a Tozai Vonalat egészen a nyugati részen található Nidzso Állomásig, ahol átszállhatnak a Szagano Vonalon közlekedő járatokra.
Busszal
A 11-es, 28-as és 93-as autóbuszokkal lehet eljutni Arasijamáig. A 91-es busz Daikaku-dzsiig közlekedik. A Macuo terület a 28-as busszal is megközelíthető és ez az egyetlen busz, amivel megközelíthető ez a terület Kiotó Állomástól. Az 500¥-es napidíjba korábban nem tartozott bele egyik Arasijamával vagy Macuoval összeköttetésben lévő busz sem, így ki kellett fizetni a 220¥ összegű határdíjat. 2014 március 22-től a napidíj magában foglalja Arasijama területét is.

## Látnivalók

### Togecukjó Híd
Klasszikus szimbóluma az Arasijama területnek a Hozu folyón átívelő Togecukjó Híd. A folyónak különböző elnevezései voltak, Oigava és Kacuragava is szerepelt az elnevezései között. A Híres Látványosságok a Hatvan-egynéhány Tartomány nevezetű ukijo-e nyomatok egyikének ez a híd a tárgya. A Togecukjó (Holdátkelő Híd) nevét Kamejama császár romantikus elképzelései után kapta a 14. században, aki lejegyezte, hogy az éjszaka alatt úgy tűnt, hogy a hold átkelt a híd felett.

### Arasijama Majompark Ivatajama
A park egy kis hegyen található nem messze a Szaga-Arasijama vasútállomástól. Tökéletes hely azok számára, akik szeretnének elszakadni a városban található templomoktól és szentélyektől. A parkban több mint 100 majom él. Habár vadmajmok, már hozzászoktak az emberekhez. 550¥ a belépési díj a parkba, de a makákók etetéséhez az eledel plusz pénzbe kerül. Valamint fényképezni is lehet a majmokat. Viszont érdemes kerülni velük a szemkontaktust.

### Ókócsi Szanszó Villa
Ókócsi Dendzsiro (1898-1962) ideje alatt épült a villa az 1900-as évek elején, a színész birtokaként funkcionált. Egy Meidzsi-kori épület, a Dzsibucu-do Dendzsiro kérésére került át a mostani helyére. A munkálatok ideje alatt Dendzsiro többször is ellátogatott a Dzsibucu-dohoz, hogy meditáljon és rendszerezze gondolatait. A területen lévő többi épület, beleértve a Daidzsokaku templomcsarnokot és a Tekiszui-an teaszobát, az 1930-as, 1940-es években épült. Amikor a színész 1962-ben, 64 éves korában elhunyt, a birtokot felesége, Taeka igazgatta tovább, aki végül megnyitotta a kertet a nyilvánosság számára.
Az Arasijamában található bambuszerdő végén helyezkedik el az Ókócsi Szanszó Villa. Dendzsiro kifejezetten úgy terveztette a kertet, hogy kiemelje mind a 4 évszakot, cseresznyevirágokkal, azaleákkal, japán juharfákkal és sok fenyővel. A villa és a kert kb. 20.000 m², beleértve a japán kerteket, a fő házat, a teaházat és a kapukat. A villa ötvözi a klasszikus építészetet és a hagyományos technikákat. Habár a belépési díj viszonylag magas, az ár tartalmaz egy csésze zöld teát, valamint japán édességet, amelyet a teaházban fogyaszthatnak el a látogatók, ahol relaxálhatnak, miközben élvezik a gyönyörű kilátást.
Ókócsi Dendzsiro Múzeum: A szamurájfilmek kedvelői egy szabadtéri múzeumba is betérhetnek. Különböző fotók láthatók Dendzsiroról munka közben, poszterek a híresebb szerepeiről, valamint japánul egy videó is megtekinthető az életéről és a villáról. A csanbara kardvívásról szóló filmek kedvelői pedig biztosak lehetnek benne, hogy kapnak egy kis ízelítőt a műfajból. 
Mjoko-an Csarnok: Szintén a Villához tartozik a Mjoko-an Csarnok, amit meditációra és szútramásolásra használnak. Korábban itt élt a filmsztár felesége, Taeka. Tökéletes hely a relaxálásra és a meditációra, vagy leülhetünk a 4 asztal egyikéhez, amelyeknél van papír, toll és szavak a szútrákhoz, versek, illetve angol dalok is, amelyeket lemásolhatunk. 15 év alatti gyermekeknek azonban tilos a belépés a csarnokba. 

### Arasijama Bambuszliget
Az Arasijama Bambuszliget Kiotó 17 UNESCO világörökségi helyszíne közé tartozik. Kiotó leggyakrabban fotózott területei közé tartozik, az Inari Szentély és a Kinkaku-dzsi Templom mellett. A bambuszliget Kiotó legsűrűbben látogatott helyei közé tartozik. A legtöbb bambusz 5-10 méter magas, de vannak 20 méteresek is. A liget kb. 200 méter hosszú sétálórésszel rendelkezik. Az út a Tenrjúdzsi Templom és az Okoucsi Szanszo Kert között helyezkedik el, amelyek szintén népszerű turista látványosságok. 
Minden decemberben megrendezésre kerül a Hanatoro fesztivál, amelynél az Arasijama terület több helyszíne is szerepel, köztük a bambuszliget. 

### Tenrjúdzsi
A Tenrjúdzsi regisztrált világörökségi helyszín 1994 óta, igazi kincsnek számít a kiotói Arasijamában. A Rinzai Zenbuddhizmus Tenrjú ágának fő temploma. A templomot Asikaga Takaudzsi alapította 1339-ben, a Muromachi-korszakban, az építkezés 1345-ben fejeződött be. A templom fénypontjai közé tartozik a híres kerti tervező, Muszó Szószeki által tervezett Szogencsi Teien. A templomban, a Hatto csarnok mennyezetén látható a híres Felhősárkány című festmény. A Felhősárkányt 1997-ben festette a híres nihonga művész, Kajama Matazo (1997-2004), a festmény megtekintésére a nyilvánosság számára csak hétvégeken és ünnepek alkalmával van lehetőség. A belépési díj 500¥. 

### Nonomija Szentély
Egy kisebb szentély, amely az Arasijamában lévő bambuszligetben található. A számos jelentős templom és szentély közül a Nonomija arról híres, hogy itt készítették fel a császári család hercegnőit a Japán legfontosabb szentélyében, az Iszei nagyszentélyben való Vesta-szűz szolgálatra. A Nonomija jelentős szerepet kap a Gendzsi szerelmeiben és a híres nó darabban (melynek címe egyszerűen Nonomija), így vonzza a klasszikus japán irodalom iránt érdeklődőket. A belépés ingyenes.

### Daikakudzsi Templom
A singon szekta temploma. Eredetileg Szaga császár (785-842) villája volt. Halála után, 876-ban alakították templommá, Szaga császár lánya, Maszako császárnő parancsára visszavonulási helyként szolgált. A történelme során a templomot hagyományosan főpapként szolgálták a császári család egyes tagjai. A fő templomépületen kívül van egy nagy tó és egy pagoda. A mesterségesen kialakított Oszava Tó egy a legrégebben fennmaradt heian-kori kerti tavak közül. A tavon több mint 3000 lótuszvirág van.
A templom jól ismert az Ikebana művelői közt, amely a hagyományos japán virágrendezés művészete. Ugyanis ez a Szaga Gorjú nevezetű Ikebana iskola szülőhelye. 
A templom több fontos kulturális értéknek is otthont ad, beleértve néhány épületet a területen belül, a Szív Szútra másolatát, különböző szobrokat és luxus kinpekiga festményeket, amelyeket aranyfóliával préselt papírra festettek. 

### Otagi NenbucudzsiTemplom
A templomot Sótoku császár alapította a 8. században. A Kamo folyó áradása teljesen elmosta, de később újjáépítették. 1922-ben átköltöztették a templomot jelenlegi helyére, de 1950-ben egy hatalmas tájfun szinte teljesen lerombolta. A templom híres 1200 Rakan kőszobráról, amelyek 1981 és 1991 között készültek. A szobrokat 1981-ben adományozták a templomnak a templom újjáépítésének tiszteletére. A legtöbbet amatőrök készítették, akiket a szobrász Kocso Nisimura tanított.

### Gio-dzsi Templom
A templom a legnépszerűbb templomok közé tartozik Arasijamán belül, nagyjából 25 percre van a Daikakudzsi Templomtól és 15 percnyire gyalogosan a Dzsódzsakkódzsi Templomtól. A templom jellegzetessége a lenyűgöző mohakertje és a festői kilátás. A vastag moharéteg zölddé varázsolja az egész területet. A templom főcsarnoka nádtetős egy kerek ablakkal, amelyet Josino-madonak neveznek.
Ez a templom eredetileg apácazárda volt, később vette szárnyai alá a Daikakudzsi-templom. A Heike mesék alapján ez az a terület, ahova eljöttek a testvérek, Gio és Ginjo, hogy életüket a buddhizmusnak szenteljék. 

## Macuo Terület
Arasijama déli részén található, a Macuo területet ritkán említik az útikönyvekben, azonban van néhány érdekes területe, mint Kokedera, amely világörökségi helyszín és Macuo Taisa, a terület névadója. 
Macuo Taisa
A szentély híres a tiszta vizéről és érdekes kertjeiről. Kiotó legrégebbi szentélyei közé tartozik, 701-ben alapította a Hata klán, egy kínai bevándorló klán, akik Koreából Narába utaztak, míg végül Kiotó területén telepedtek le. A Hata klán különböző vállalkozásokban vett részt, beleértve a száké-készítést. Macuno’o Taisa az évek során népszerűvé vált a szaké-készítők körében, akik a mai napig elvándorolnak a szentélyhez és vizet visznek a szentelt kútjából. A Hata klán sok mindent tett a gazdagság és erő irányában ebben az időszakban, az a hír járta, hogy volt némi részük abban, hogy Kiotó lett az új főváros. A legenda szerint miközben a fővárost áthelyezték Nagaokából Kiotóba 794-ben, a Hata klán egyik tagja látott egy vízesés alatt fürdő teknőst, ami kedvező előjelnek számított. 
Macuno’o Taisa a császári család pártfogását élvezte a Heian korszaktól kezdve. 965-ben amikor Murakami császár elrendelte, hogy 16 fontos szentély császári hírnököket kap, akik átadják a főbb eseményekről szóló híreket a kamiknak, Macuno’o Taisát is beválasztották a 16 szentély közé.
Kokedera
A Kokedera, amely Szaihó-dzsi néven is ismert, Kiotó világörökségi helyszínei közé tartozik gyönyörű mohakertjével. Korábban a látogatók bármikor érkezhettek, azonban mivel a turisták ráléptek és ezáltal elpusztították a mohát, így a templomnak meg kellett szabnia a látogatók számát és jelenleg csak időpontfoglalás után lehet ellátogatni a helyszínre. Ha nem érkezel pontosan előfordulhat, hogy nem engednek be. A belépési díj 3000¥, ez a legdrágább templom Kiotóban.
Umenomija Szentély
Ez a szentély évszázadók óta híres a szaké-készítésről és gyermekszületéssel kapcsolatos imákról. A szentély egyaránt elkötelezett a könnyű szülés és a szaké istenei felé, mert úgy vélik, hogy az istenség, Szaketokekono annyira hálás volt fia születésekor, hogy szakét készített és ivott. Emellett a bejárat jobb oldalán található kőről úgy tartják, hogy terhességet biztosít minden nőnek, aki átlép rajta, csakúgy mint egy korábbi császárnőnél, akiről azt hitték, hogy terméketlen, de terhes lett miután átlépett ezen a kövön.  A népi hitek bősége mellett a szentély népszerű hely a virágnézésre a nyári időszakban.